# El cojo de Inishmaan
El cojo de Inishmaan (The Cripple of Inishmaan en su título original en inglés) es una obra de teatro del dramaturgo anglo-irlandés Martin McDonagh, estrenada en 1996.

## Argumento
Ambientada en 1934, en las Islas Aran, frente a la costa oriental de Irlanda y sobre un hecho real como fue la filmación del documental Man of Aran, el relato se centra en el revuelo producido entre los habitantes de Inishmore, la mayor de las islas, cuando llegan noticias de la intención de cineastas de Hollywood que acudirán a tan remoto lugar para una grabación. La excitación se apodera de los lugareños, pero especialmente del cojo Billy Claven, un joven lisiado deseoso de participar en la película, sore todo para escapar del tedio que rodea su vida.

## Personajes
- Billy Claven, un huérfano cojo.
- Kate Osbourne, la tía adoptiva de Billy.
- Eileen Osbourne, la tía adoptiva de Billy y hermana de Kate.
- Johnnypateenmike, el cotilla del pueblo.
- Helen McCormick, la chica dura.
- Bartley McCormick, hermano de Helen.
- Babbybobby Bennett, un marinero viudo.
- Doctor McSharry, el médico de la ciudad.
- Mammy O'Dougal, la abuela de Billy de 90 años.

## Representaciones destacadas
- Royal National Theatre, Londres, 12 de diciembre de 1996.
  - Intérpretes: Rúaidhrí Conroy (Billy).

- The Public Theater, Nueva York, 1998.
  - Intérpretes: Rúaidhrí Conroy (Billy).

- Los Ángeles, 1998
  - Intérpretes: Frederick Koehler (Billy).

- Noël Coward Theatre, Londres, 2013.[2]
  - Intérpretes: Daniel Radcliffe (Billy), Ingrid Craigie, Padraic Delaney, Sarah Greene, Gillian Hanna, Gary Lilburn, Conor MacNeill, Pat Shortt, June Watson.

- Teatro Español, Madrid, 2013.[3]
  - Dirección: Gerardo Vera.
  - Adaptación: José Luis Collado.
  - Escenografía: Alejandro Andújar.
  - Intérpretes: Marisa Paredes, Terele Pávez, Irene Escolar, Enric Benavent, Marcial Álvarez, Teresa Lozano, Ferrán Vilajosana, Adam Jezierski y Ricardo Joven.